# Knebel. Cenzura w PRL-u
Knebel. Cenzura w PRL-u – książka Błażeja Torańskiego, zbiór rozmów z twórcami kultury na temat cenzury w PRL-u. Wydana w 2016 przez wydawnictwo Zona Zero.
Rozmówcami autora byli: Ernest Bryll, Andrzej Krauze, Grzegorz Królikiewicz, Zbigniew Lew-Starowicz, Kazimierz Orłoś, Lech Majewski, Franciszek Maśluszczak, prof. Andrzej Paczkowski, Jan Kanty Pawluśkiewicz, Jan Pietrzak, Janusz Rolicki, Maciej Rosalak, Andrzej Rosiewicz, Ireneusz Skubiś, Andrzej Strumiłło, Marcin Wolski, Adam Zagajewski, Krzysztof Zanussi. Dopełnieniem są wywiady z byłymi cenzorami: opolskim Eugeniuszem Kaniokiem i krakowskim Tomaszem Strzyżewskim (który przemycił na Zachód tajne zapisy cenzorskie, opublikowane później jako Czarna księga cenzury PRL). Autorem wstępu jest prof. Zbigniew Romek.

## Recenzje i analiza
Janusz R. Kowalczyk na portalu Culture.pl napisał: „Knebel Błażeja Torańskiego obala wiele mitów o cenzurze, między innymi do dziś pokutujące przekonanie, że jej urzędnicy byli celowo indoktrynowanymi nieukami. Przeciwnie, już od końca ery socrealizmu byli to ludzie wykształceni. Erudyci po specjalnych szkoleniach, którzy otrzymywali rzetelną wiedzę z wielu dziedzin, szczególnie z historii Polski oraz pełny serwis informacji o bieżących wydarzeniach w kraju i na świecie”.
Mateusz Lipko na portalu histmag stwierdził: „Książka Błażeja Torańskiego Knebel. Cenzura w PRL-u to publikacja niepozorna, ale wartościowa i kryjąca w sobie duży potencjał. [...] Torański umiejętnie prowadzi rozmowy, a pytania zdradzają szeroką wiedzę w realiach tamtego okresu. [...] Prezentowany zbiór wywiadów jako całość tworzy pełną niuansów opowieść o życiu intelektualnym w PRL. [...] Książka jest napisana z dziennikarskim sznytem i porządnie zredagowana. Mimo, iż jest to pozycja publicystyczna, ma w sobie pewne naukowe zacięcie i elementy warsztatu badawczego”.
Portal wPolityce.pl opublikował dwie recenzje. Wiktor Świetlik ocenił: „Torańskiemu udało się ukazać jak „kontrola prasy, publikacji i widowisk” była wszechogarniająca. [...] Cenzurę, można było pokonać tylko w jeden sposób. Tworząc obieg wydawniczy poza nią i to się udało. Ale wszelkie gry były per saldo skazane na porażkę, mimo subiektywnych odczuć po poszczególnych potyczkach. By to zrozumieć warto przeczytać Knebel Błażeja Torańskiego”. Natomiast Michał Żarski dodał: „Knebel jest więc wartościową pozycją, nie tylko dlatego że przedstawia niedostatecznie jeszcze opisany problem cenzury w PRL, ale ukazuje wycinek duszy człowieka ukąszonego przez niewolę, który jeszcze dzisiaj próbuje się wybielać”.
Dominika Pytlowana na portalu Xiegarnia.pl napisała: “Knebel Cenzura w PRL-u” _Błażeja Torańskiego to pozycja nie tylko dla osób urodzonych, jak ja, u schyłku PRL-u czy miłośników historii, ale dla każdego, kto chciałby poznać kulisy pracy cenzora oraz dowiedzieć się czy obecnie mamy z nią do czynienia. Ponadto bardziej dociekliwym daje możliwość rozwijania niektórych wątków i dalszych poszukiwań.
Anna Gredecka na portalu historia.org.pl dodała ocenę: „Knebel. Cenzura w PRL-u to pozycja idealna nie tylko dla osób, które interesują się historią cenzury, ale w ogóle okresem PRL-u”.
Recenzent portalu dzieje.pl podsumował: „Relacje bohaterów Torańskiego z cenzurą były różne, od drobnych potyczek, prób pokonywania urzędników sprytem i tupetem w warunkach kabaretowych, do starć frontalnych, zdeterminowanych prób walki o integralność i zasady, kończących się tak zwanym zapisem, czyli banicją i wykreśleniem nazwiska z przestrzeni publicznej”.